# Горка-Никольская
Горка-Никольская — деревня в Вологодском районе Вологодской области.
Входит в состав Кубенского сельского поселения (с 1 января 2006 года по 8 апреля 2009 года входила в Борисовское сельское поселение), с точки зрения административно-территориального деления — в Борисовский сельсовет.
Расстояние до районного центра Вологды по автодороге — 43 км, до центра муниципального образования Кубенского по прямой — 10 км. Ближайшие населённые пункты — Фомкино, Посыкино, Турутино, Филисово, Борисово, Новое.
По данным переписи в 2002 году постоянного населения не было.